# سرنيستان (تشيلو)
سرنيستان (بالفارسية: سرنیستان) هي منطقة سكنية تقع في إيران في قسم تشيلو الريفي. يقدر عدد سكانها بـ 37 نسمة .